# Henry Fork (Virginie)
 (mars 2025).
Henry Fork est une census-designated place située dans le comté de Franklin, dans l’État de Virginie, aux États-Unis. Lors du recensement de 2020, elle comptait 1 120 habitants.